# Parque Juan Pablo II (Santiago de Chile)
El Parque Juan Pablo II es un parque urbano de la comuna de Las Condes, en la ciudad de Santiago, Chile.
Su extensión es de 6,6 hectáreas y está ubicado en el cuadrante formado por las avenidas Presidente Riesco al sur, Manquehue al poniente, la calle Cerro Colorado al norte y Nuestra Señora del Rosario al oriente. Asimismo, está conectado al Parque Araucano por el poniente a través de una pasarela conocida como Puente Entre Parques.

## Historia
Tras el golpe de Estado de 1973 en Chile, el proyecto Barrio Modelo San Luis en el antiguo fundo homónimo en Las Condes dio paso a una subdivisión de lotes, incluyendo un terreno que perteneció a la Universidad de Chile y luego fue vendido a la municipalidad de Las Condes.
Tras la construcción del aledaño Parque Araucano, el municipio lanzó en 2005 un concurso público de diseño para el denominado Parque Araucano Oriente. Para conectar ambos parques, en 2013 se inauguró la pasarela Entre Parques sobre la avenida Manquehue. El proyecto ganador fue diseñado por el equipo liderado por los arquitectos paisajistas Cristina Felsenhardt, Hans Muhr y Juana Zunino, quienes incluyeron plantas nativas como quillayes, pataguas, bellotos y robles americanos en el diseño.
Durante su construcción, fue rebautizado Parque Juan Pablo II en honor al respectivo pontífice fallecido en 2005. Abrió sus puertas el 9 de junio de 2009 en una ceremonia encabezada por el Arzobispo de Santiago, Francisco Javier Errázuriz , y el alcalde de Las Condes de ese entonces, Francisco de la Maza.
En la misma ceremonia, de la Maza anunció un concurso para realizar una escultura del Papa Juan Pablo II. En abril de 2010, la municipalidad confirmó la construcción de una estatua de 7 metros a partir de una estructura de malla metálica con tierra, con riego incluido para las especies arbóreas que la conformarían por una inversión total de 105 mil dólares de la época.